# Kajzerka

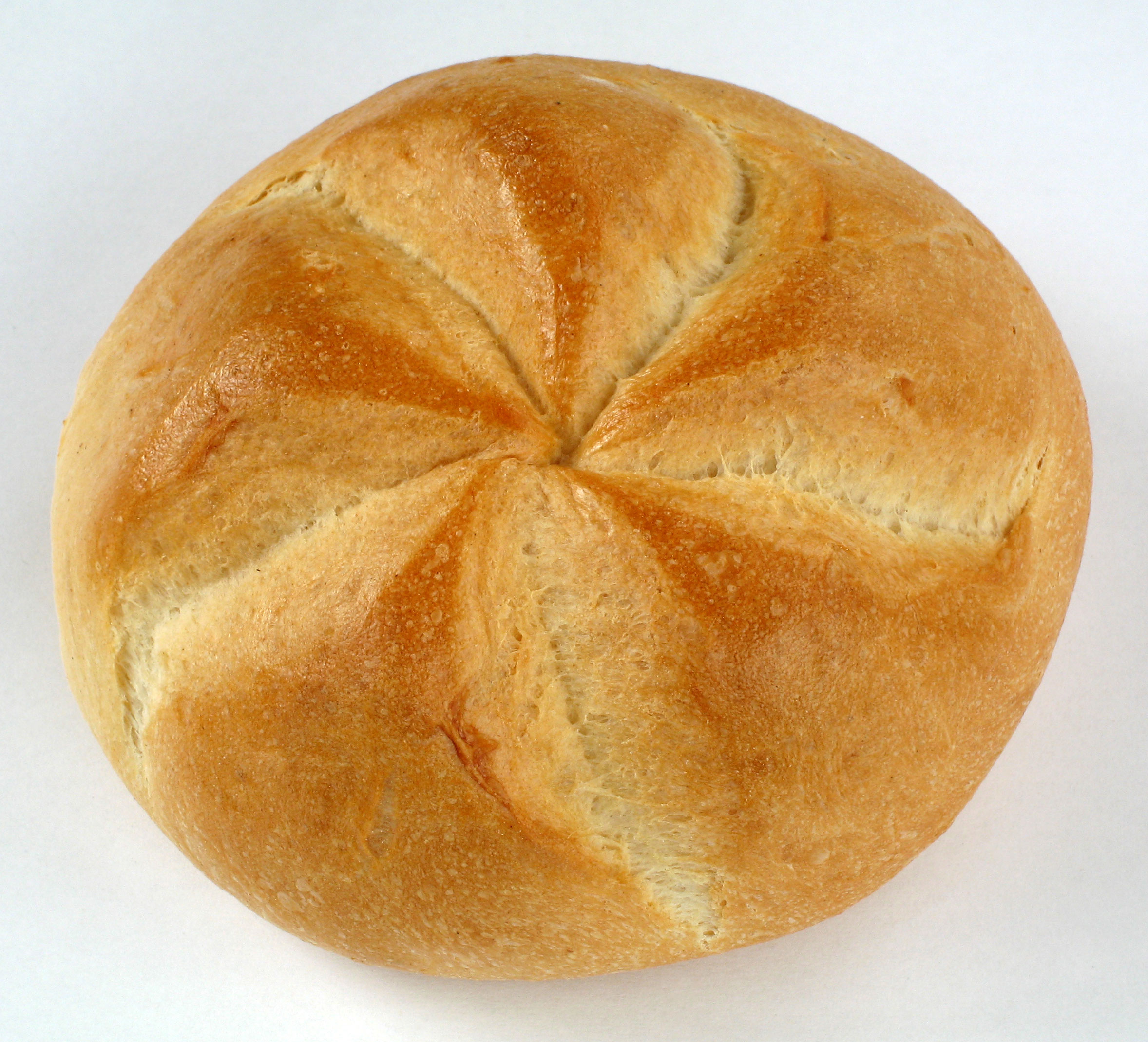
Kajzerka z pięcioma nacięciami.

Kajzerka (niem. Kaisersemmel, Kaiserbrötchen) – mała, okrągła bułka z charakterystycznymi pięcioma promienistymi bruzdami na wierzchu. Masa kajzerki wynosi około 50 gramów, wypiekana jest zazwyczaj z mąki pszennej, słodu, zakwasu lub drożdży, soli i wody. Posypywana jest czasami ziarnami maku, sezamu, rzadziej pestkami dyni, siemieniem lnianym lub ziarnami słonecznika.

## Pochodzenie

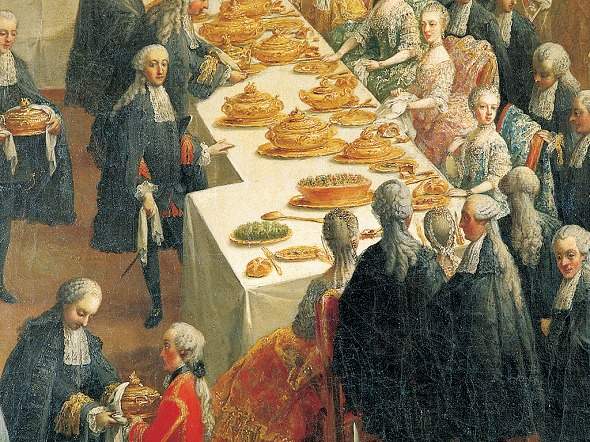
Bułki w formie kajzerek na obrazie Martina van Meytens przedstawiającym bankiet dworski cesarzowej Marii Teresy, ok. 1760

Sposób wypieku i charakterystyczny kształt kajzerki został opracowany przez wiedeńskich piekarzy. Wg popularnych przekazów nazwa miałaby wywodzić się od cesarza Franciszka Józefa (niem. Kaiser – cesarz), jednak bułki w tej formie znane są od połowy XVIII stulecia (patrz ilustracja), tj. 100 lat przed panowaniem tego cesarza. 
Wg austriackiego ministerstwa rolnictwa opiekującego się tamtejszą listą produktów – kajzerka (nr 164 na liście) wywodzi swą nazwę od piekarza Kaysera, który wypiekał je od ok. 1730 roku.
Bułka ta popularna jest w wielu państwach za sprawą rozległości terytorialnej Austro-Węgier. Stąd znaleźć ją można nie tylko w piekarniach austriackich, ale i słoweńskich, chorwackich, węgierskich, niemieckich, polskich oraz włoskich. Zadomowiła się również w USA i Kanadzie, gdzie trafiła wraz z emigrantami. Podczas dominacji austriackiej w Lombardii tamtejsi piekarze wykształcili własny sposób wypieku tejże bułki i tak powstała regionalna michetta.

## Wyrób
Tradycyjna austriacka kajzerka wyrabiana jest z ciasta pszennego podzielonego na porcje po ok. 58 gramów. Swoje charakterystyczne bruzdy uzyskuje poprzez pięciokrotne składanie uformowanej na placuszek porcji ciasta. W uproszczony sposób bruzdy te tworzy się poprzez nacięcia uformowanej w kształt bułki porcji ciasta.

## W Polsce
Przyjmuje się, że w Krakowie, w Lublinie i innych miastach Małopolski kajzerki wypiekane są z czterema bruzdami. W innych częściach Polski dominuje oryginalny wzór z pięcioma nacięciami.